# Kobanê (pel·lícula)
Kobanê és una pel·lícula de guerra kurda de 2022 dirigida per Özlem Yaşar. L'obra està ambientada en el setge de Kobani, combatut entre l'octubre de 2014 i el gener de 2015 per les Unitats de Protecció Popular (YPG) i les Unitats de Protecció de les Dones (YPJ) contra el bloqueig d'Estat Islàmic. La pel·lícula es va enregistrar a les ciutats de Kobani i Tabqa, ambdues a la part siriana del Kurdistan, i se centra en el paper de les dones kurdes en els combats. Els principals intèrprets són Dijle Arjîn, Awar Elî, Rêger Azad, Xeyrî Garzan, Nejbîr Xanim i Mezher Remedan Mamê.

## Sinopsi
La pel·lícula narra la trajectòria de Zohra, una lluitadora de 32 anys de l'YPJ, que es converteix en la líder de la unitat militar després que la comandant que hi havia al capdavant fuig del camp de batalla. La seva empenta permet abanderar les forces kurdes en trencament del setge de Kobani i alliberar la ciutat tot i la superació numèrica i armamentística d'Estat Islàmic.

## Estrena
El 14 de setembre de 2022, la productora Rojava Film Commune publicà el tràiler de la pel·lícula, tres anys i un dia després de la mort en accident de trànsit del revolucionari i cineasta local Mazdek Ararat (de naixement, Ömer Bağcı). Una setmana després, el 20 de setembre de 2022, s'estrenà oficialment la pel·lícula al Centre Cultural de Kobani.